# Roger de Pitres
Roger de Pitres (ou Roger de Pistri) (mort avant 1083) est un Anglo-normand qui fut nommé bailli du Gloucestershire et connétable du château de Gloucester par Guillaume le Conquérant.

## Biographie
Le nom de ce dignitaire normand indique qu'il était originaire de Pîtres, dans l'actuel canton de Pont-de-l'Arche. Il suivit Guillaume le Conquérant en Angleterre lors de la conquête de 1066. C'était un vassal du comte Guillaume de Crépon, à la faveur duquel il doit la plupart de ses terres. À la mort du comte Guillaume en 1071, Roger se rapprocha de la cour d'Angleterre et obtint cette même année la charge de bailli de Gloucester, puis celle de connétable, et il fit alors construire le château de Gloucester. Ses héritiers bénéficieront de ces titres : son frère Durand lui succéda comme bailli du comté en 1083. Roger de Pitres et Durand sont inhumés dans l'abbaye Saint-Pierre de Gloucester.

## Descendance
Roger avait épousé Adelise (Eunice-?) qui lui donna :
- Gautier de Gloucester, futur Sherif de Gloucester[1],[7]
- Herbert, dont on sait seulement qu'il est mort avant son frère Gautier[1]